# TER Centre-Val de Loire
A Centre-Val de Loire egy regionális vasúthálózat Franciaországban, a Centre-Val de Loire régióban. Az összesen 28 vonalat alkotó hálózat 150 állomást szolgál ki.

## Hálózat

### Vasút
| Járat                                   | Útvonal | Gyakoriság                                                        | Megjegyzés              |
| --------------------------------------- | --- | ----------------------------------------------------------------- | ----------------------- |
| 1                                       | Orléans - Blois - Saint-Pierre-des-Corps - Saumur - Angers-Saint-Laud - Ancenis† - Nantes (... Saint-Nazaire ... Le Croisic)                                                    | 3x per day Orléans–Nantes, extended to Le Croisic in the weekends | Interloire szolgáltatás |
| 3                                       | Tours - Saint-Pierre-des-Corps ... Amboise ... Blois ... Meung-sur-Loire ... Orléans                                                                                            |                                                                   |                         |
| 5                                       | Tours - Saint-Pierre-des-Corps ... Gièvres ... Vierzon ... Bourges ... Nevers                                                                                                   |                                                                   |                         |
| 17                                      | Le Mans ... Nogent-le-Rotrou ... Chartres ... Paris-Montparnasse (lásd TER Pays de la Loire 23-as járat tulajdonságait)                                                         |                                                                   |                         |
| 18                                      | Chartres ... Courtalain-Saint-Pellerin |                                                                   |                         |
| 21                                      | Paris Austerlitz - Étampes† - Guillerval† - Monnerville† - Angerville† - Boisseaux† - Toury - Château-Gaillard - Artenay - Chevilly - Cercottes - Les Aubrais-Orléans - Orléans | 6x naponta                                                        |                         |
| 24                                      | Luçay-le-Mâle ... Gièvres ... Romorantin ... Salbris |                                                                   |                         |
| 26                                      | Tours ... Château-Renault ... Vendôme ... Châteaudun ... Dourdan - Paris-Austerlitz                                                                                             |                                                                   |                         |
| 27                                      | Le Mans ... Château-du-Loir ... Tours (lásd TER Pays de la Loire 25-ös járat tulajdonságait)                                                                                    |                                                                   |                         |
| 28                                      | Angers-Saint-Laud ... Saumur ... Tours (lásd TER Pays de la Loire 19-es járat tulajdonságait)                                                                                   |                                                                   |                         |
| 29                                      | Tours ... Chinon |                                                                   |                         |
| 30                                      | Tours ... Port-de-Piles ... Châtellerault ... Poitiers |                                                                   |                         |
| 31                                      | Tours ... Loches |                                                                   |                         |
| 34 (23)                                 | Orléans ... Salbris ... Vierzon ... Bourges ... Nevers |                                                                   |                         |
| 36                                      | Bourges ... Saint-Amand-Montrond-Orval ... Montluçon |                                                                   |                         |
| 37                                      | Orléans ... Vierzon ... Châteauroux ... La Souterraine ... Limoges (lásd TER Limousin 1-es járat tulajdonságait)                                                                |                                                                   |                         |
| † Nem minden vonat áll meg az állomáson | |                                                                   |                         |

### Busz
- Tours - Loches - Châteauroux
- Bourges - Issoudun - Châteauroux
- Vendôme-TGV - Château-Renault
- Chartres - Brou - Courtalain - Droué
- Dreux - Chartres - Orléans
- Châteauroux - Le Blanc - Chauvigny - Poitiers
- Châteauroux - Montluçon
- Châteauroux - Aigurande
- Mondoubleau - Vendôme
- Aubigny-sur-Nère - Gien
- Sancerre - Cosne-Cours-sur-Loire

## Járművek

### Motorvonatok
- SNCF Z 5300 sorozat
- SNCF Z 7300 sorozat
- SNCF Z 9600 sorozat
- SNCF Z 21500 sorozat
- SNCF Z 26500 sorozat (ZGC Z 26500)
- SNCF X 4300 sorozat
- SNCF X 72500 sorozat
- SNCF X 73500 sorozat
- SNCF B 81500 sorozat (BGC B 81500)

### Mozdonyok
- SNCF BB 9200 sorozat
- SNCF BB 22200 sorozat
- SNCF BB 26000 sorozat
- SNCF BB 67300 sorozat
- SNCF BB 67400 sorozat
- SNCF BB 8500 sorozat
- SNCF BB 25500 sorozat (Transilien vonatok, but serving the TER Centre)